# Chloroclystis plinthina
Chloroclystis plinthina är en fjärilsart som beskrevs av Edward Meyrick 1887. Chloroclystis plinthina ingår i släktet Chloroclystis och familjen mätare. Inga underarter finns listade i Catalogue of Life.